# Mohamoud Ali Shire
Mohamoud Ali Shire MBE (en somali : Maxamuud Cali Shire, arabe : محمود علي شري ; décédé en 1960) était un sultan somalien du sultanat de Warsengali; Il portait le titre de Sultan  (également appelé Senior Akil) des Warsangali, sultanat qui était centré à Las Khorey.

## Règne
Mohamoud Ali Shire a été sultan du sultanat de Warsengali à la fin du 19e siècle et au début du 20e siècle. Il est celui qui a créé le tire de « sultan », en 1897, au sein du clan des Warsangali.

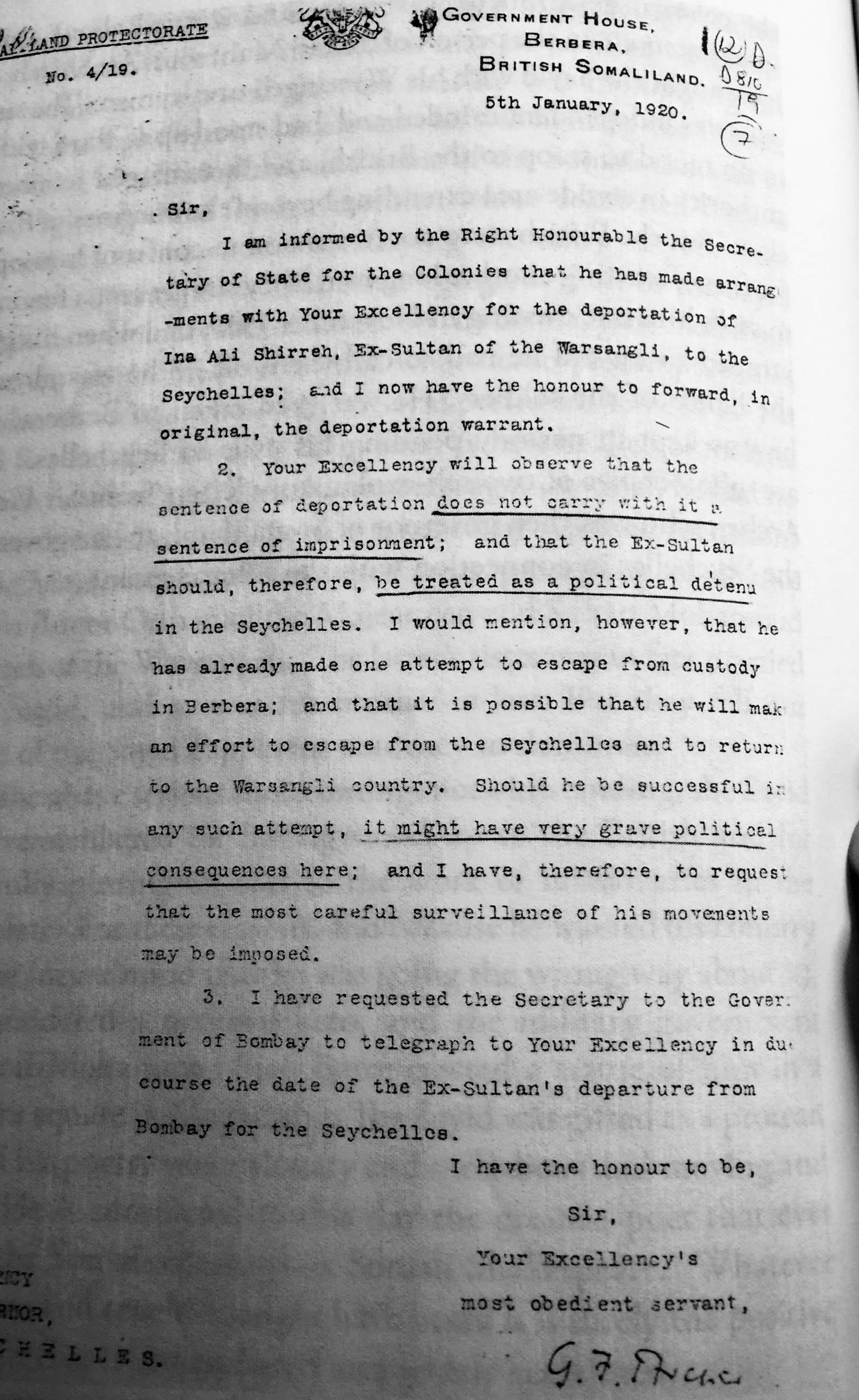
Lettre de déportation, janvier 1920

### Mouvement des derviches
Shire était le beau-père de Sayyid Mohammed Abdullah Hassan, dont les derviches ont mené une guerre de deux décennies contre les forces coloniales britanniques, italiennes et éthiopiennes. Bien que Shire avait alors quatre femmes, il chercha à épouser Faṭmah, la fille de Hassan, en lui offrant une dot ( yarad ) de dix chameaux chargés de draperies et de soie, mais Hassan refusa de lui donner la main de sa fille. Les deux dirigeants se livraient régulièrement à des intrigues commerciales et politiques.
En 1886, Shire et d'autres anciens du clan Warsangali signèrent un traité avec l'Empire britannique établissant un protectorat sur le territoire du clan. Cela fait suite à d'autres traités de protectorat signés par l'Empire britannique et d'autres clans somaliens ( Habar Awal, Gadabuursi, Habar Toljaala, Habar Gerhajis et Easa ). Au cours de la lutte de pouvoir qui a suivi entre les derviches de Hassan et les forces britanniques, Shire décida finalement de faire entrer ses hommes dans la lutte contre le colon britannique. En janvier 1908, ses hommes ouvrent le feu sur un navire britannique qui s'apprête à accoster sur leur littoral. Après avoir tenu à distance les forces britanniques pendant un quart de siècle, les Derviches furent finalement vaincus en 1920, conséquence directe de la nouvelle stratégie britannique de bombardement aérien.

## Exil aux Seychelles
Peu après la défaite des Derviches, le secrétaire d'État britannique condamna Shire à l'exil aux Seychelles pour une période de sept ans. La justification de son expulsion était que Shire avait exercé sa propre forme d'« autorité indigène ». Selon Wardheer News, « sa politique indépendante, sa force et son indifférence à l'égard des puissances qui l'entouraient, y compris les Britanniques, [avaient] contrarié Londres et conduit à son arrestation et à sa déportation ». Shire a été appréhendé et transporté par bateau à Berbera, d'où il a ensuite tenté de s'échapper le 5 janvier 1920. Le 5 mai 1920, un télégramme est envoyé au secrétaire d'État aux Colonies pour l'expulsion du sultan Mohamoud Ali Shire. La lettre déclare:
« Votre Excellence observera que la peine de déportation n'entraîne pas une peine d'emprisonnement, et que l'Ex-Sultan doit donc être traité comme un détenu politique aux Seychelles ... Il est possible qu'il fasse un effort pour s'échapper des Seychelles et retourner au Pays Warsangeli . S’il réussissait dans une telle entreprise, cela pourrait avoir des conséquences politiques très graves ; et je dois donc demander la surveillance la plus attentive de ses mouvements ».
Le 3 mai 1920, à bord du HMS Odin, le Sultan Shire fut livré aux autorités britanniques aux Seychelles depuis leur colonie de Bombay, en Inde. Au moment de son arrivée sur l'archipel des Seychelles, un certain nombre d'autres dirigeants anti-impérialistes éminents y étaient également exilés, dont Sa'ad Zaghloul Pacha, l'ancien Premier ministre égyptien, avec qui le sultan Shire développerait bientôt des relations.
Shire vivait dans une maison du quartier d'Anse Etoile sur l'île de Mahé, située sur un chemin à proximité de la voie publique. Le gouvernement colonial avait loué les terres à Charles Médéric Savy. Aux termes du contrat de location, le locataire était autorisé à récolter des noix de coco, à puiser l'eau de la rivière et à élever des volailles et des porcs. Shire devait également se présenter trois fois par jour au poste de police local de l'autre côté de la rue. Même si les conditions d'expulsion de Shire lui permettaient d'amener une épouse, il passa la plupart de son temps en exil seul, sans parents ni compagnons.
Shire a écrit un certain nombre de lettres aux gouverneurs coloniaux du protectorat britannique du Somaliland et des Seychelles, pour demander sa libération. Ces épîtres étaient caractérisées par l'obstination, l'exagération et par des affirmations surréalistes de la part de Shire, servant à masquer ses réelles stratégies de résistance. Dans la première lettre hyperbolique de ce type, envoyée en 1922, Shire supplia le gouverneur des Seychelles de lui permettre de retourner dans sa famille.
En plus de souligner qu'il voulait simplement rejoindre sa femme et ses enfants et d'affirmer qu'il ne souhaitait plus être sultan, Shire a juré qu'il avait désavoué ses convictions politiques antérieures et a promis de reconnaître l'autorité du gouvernement britannique. Ces assurances furent cependant inefficaces. Shire a continué à demander le rapatriement, mais les gouverneurs coloniaux ont systématiquement refusé ces demandes. Afin d'éviter d'engendrer des sentiments anticoloniaux, le gouvernement colonial a imposé des décrets censurant les lettres que les exilés envoyaient à leur famille et à leurs compatriotes restés chez eux. Shire trouvait régulièrement un moyen de contourner ces contrôles en utilisant des marins somaliens comme courriers, l'une de ces missives arrivant au Somaliland britannique via Ceylan. Lui et d'autres exilés éminents ont utilisé la rédaction de lettres comme principal outil de communication politique non violent, grâce auquel ils ont pu décrire leur temps d'exil au-delà des Seychelles.
Au début de 1928, Shire fit venir comme concubine une jeune Seychelloise de seize ans, une jeune femme d'origine indienne qu'il avait introduite dans ses quartiers d'habitation le jour de l'An pour répondre à ses besoins. Le policier responsable des prisonniers politiques a rapidement fait sortir la jeune fille des lieux. Fiennes, qui était responsable de la garde de Shire, a fait valoir que le sultan serait plus apaisé si sa femme était avec lui. Fait inhabituel, l'officier a ensuite écrit une lettre dans laquelle il exhortait le gouverneur à reconsidérer sa décision, écrivant à propos de Shire : « Cet homme est encore jeune et plein de vie. C'est dommage qu'il ait été envoyé ici. sans une de ses femmes ». Le gouverneur du protectorat a rejeté cette suggestion au motif que le maintien du sultan en exil coûtait déjà aux autorités 100 rand par mois. Il a également suggéré que le sultan pourrait « s'assurer les services d'un garçon qui puisse être à la fois cuisinier et domestique s'il souhaite le faire à nos frais ». Shire n'était pas satisfait de ce compromis et a plutôt demandé ce qu'il a appelé « une femme respectable ».

## Retour au Somaliland britannique
En mai 1928, après quelques pressions en faveur de Shire de la part du gouverneur Byrne, la période d'exil de Shire aux Seychelles prit fin. Il a été transporté à Aden à bord du SS Karapara. Shire est retourné au protectorat du Somaliland, promettant une loyauté inébranlable envers le gouvernement et une bonne conduite future. Il jouissait toujours de la loyauté de son peuple. Peu à peu, Shire parvint à un compromis avec l'administration britannique. Les autorités coloniales reconnurent l'influence qu'il pouvait exercer sur son clan et son statut de sultan fut finalement rétabli. Elisabeth II présentera officiellement ses honneurs à Shire à Aden en 1954.
Shire a ensuite fait la couverture de History Today, apparaissant dans un numéro de 1960 du magazine mensuel d'histoire illustré.
En 1960, il meurt paisiblement pendant son sommeil .

## Voir également
- Yusuf Ali Kenadid
- Ali Yusuf Kenadid
- Sultanat de Majeerteen
- Osman Mahamuud
- Sultanat de Hobyo